# Toxicoscordion micranthum
Toxicoscordion micranthum är en nysrotsväxtart som först beskrevs av Alice Eastwood, och fick sitt nu gällande namn av Amos Arthur Heller. Toxicoscordion micranthum ingår i släktet Toxicoscordion och familjen nysrotsväxter. Inga underarter finns listade.

## Bildgalleri

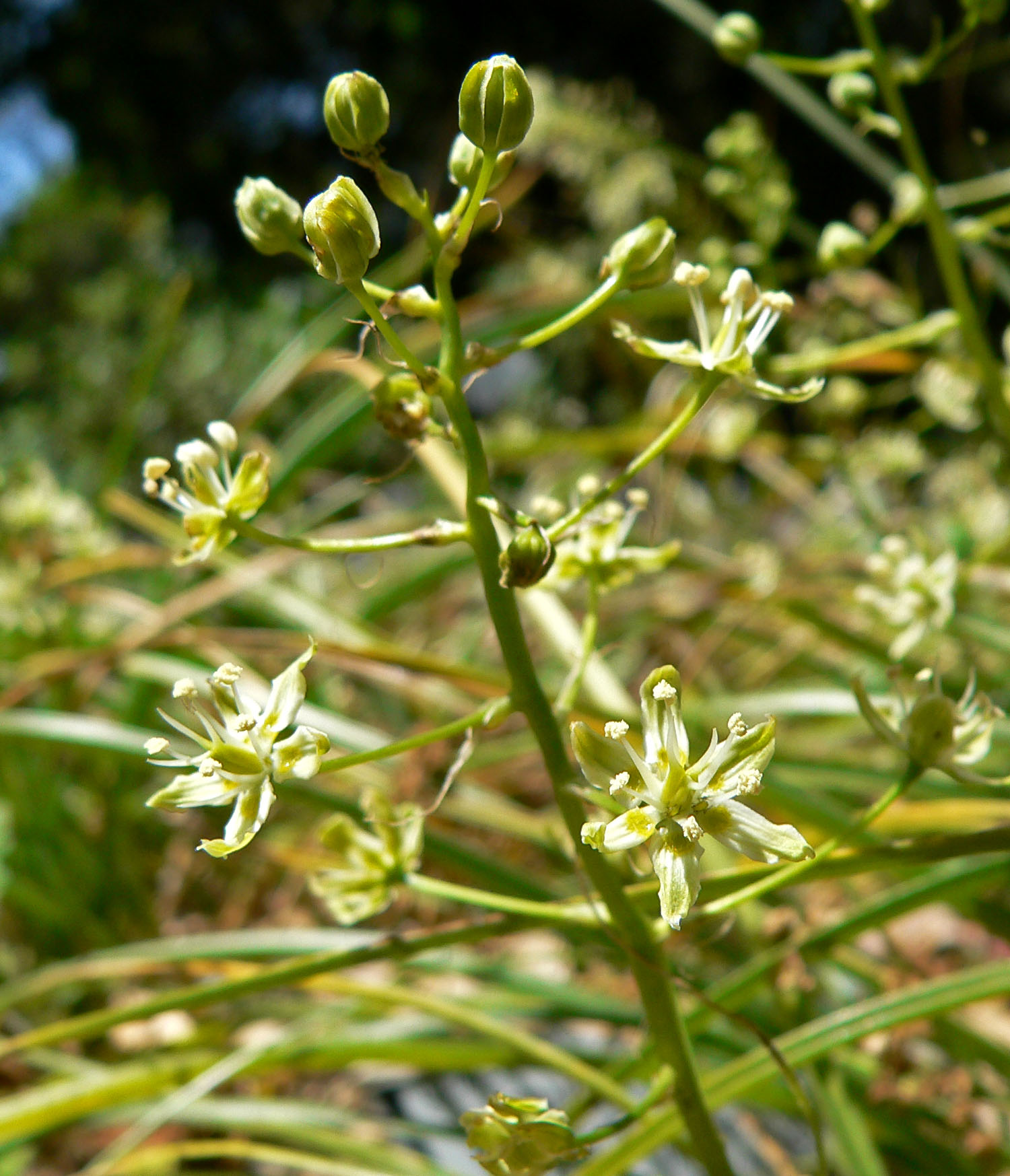
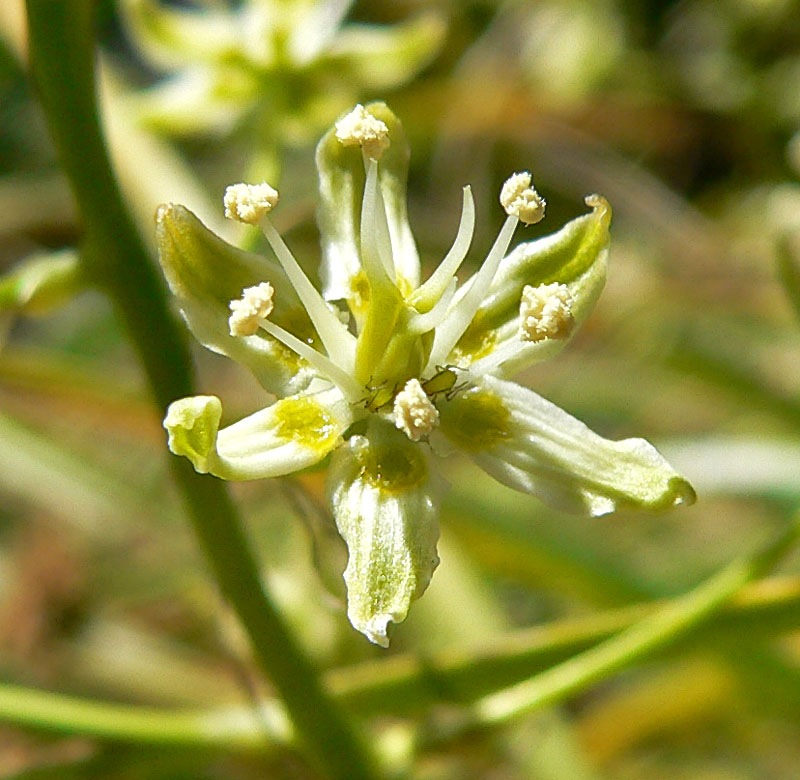